# К. С. Гопалакришнан
К. С. Гопалакришнан (англ. K. S. Gopalakrishnan; 1929 — 14 ноября 2015) — индийский кинорежиссёр
, кинопродюсер, сценарист и поэт-песенник, работавший в индустриях кино на тамильском, малаялам и хинди. Как режиссёр поставил более 50 фильмов, три из которых получили Национальную кинопремию Индии.

## Биография
К. С. Гопалакришнан начал свою карьеру как автор пьес в театре. К киноиндустрии он присоединился в 1960 году, написав сценарий для фильма Padikkadha Medhai режиссёра Бхимсингха.
Его дебютом в качестве режиссёра стал фильм Sarada с С.С. Раджендраном и С. Р. Виджаякумари в главных ролях, который получил Национальную кинопремию как третий лучший фильм на тамильском языке.
В следующем году он снял драму Karpagam, рассказывающую как человек, овдовевший вскоре после женитьбы, постепенно примиряется с той на ком ему пришлось повторно жениться. В нём дебютировала актриса К. Р. Виджая, сыгравшая центрального персонажа, чьим именем назван фильм. Эта работа также принесла режиссёру Национальную кинопремию, уже как второй лучший фильм на тамили,
а также дала название киностудии, которую в то время приобрёл Гопалокришнан.
Ещё через год его фильм Kai Koduttha Dheivam завоевал звание Лучшего фильма на тамильском языке.
Ещё одну награду, Калаймамани, ему вручили в 1975 году.
Всего Гопалокришнан поставил более 50 фильмов, многие из которых показывали женщин в качестве центральных персонажей.
В число его режиссёрских работ входят Deivathin Deivam (1962), Ennathan Mudivu (1965), Chitthi (1966), Pesum Deivam (1967), Panama Pasama (1968), Kulama Gunama (1971), Kurathi Magan (1972), Vanthale Maharasi (1973) и Adukku Malli (1979).
Он также написал диалоги для таких фильмов как Naan Kanda Sorgam (1960), Annai (1962) и Per Sollum Annai (1987) и тексты песен для Amaradeepam (1956), Deiva Piravi (1960) и Padikkadha Pannaiyar (1985). Наиболее популярной из его песен стала «Unnazhagai Kanniyargala» из фильма Uttama Puthiran (1959).
Последней режиссёрской работой Гопалокришнана стала драма Kaviya Thalaivan 1992 года с Виджаякантом и Бхануприей.
У Гопалокришнана и его жены Сулочаны было шесть сыновей. Один из них — телевизионный актёр К. С. Г. Венкатеш. Режиссёр скончался в возрасте 86 лет.